# Lancetes angusticollis
Lancetes angusticollis là một loài bọ cánh cứng trong họ Bọ nước. Loài này được Curtis miêu tả khoa học năm 1839.